# Jirausek Polixenia
Jirausek Polixenia, född 1837, död 1911, var en ungersk skådespelare och teaterdirektör. 
Hon debuterade på scenen 1856 i Cluj-Napoca. Hon var först folksångerska och senare skådespelerska och komiker. Från 1860-talet turnerade hon på landsbygden med sin man, teaterregissören Mihály Nagy, och efter hans död 1879 ledde hon kompaniet i två år 1879-1881. Han spelade sedan för Jáni Jánosnál (1883–86, 1893–95) och Paula Nagy (1888–91). Hon gick i pension 1895.